# Chapuisia fossulata
Chapuisia fossulata es un coleóptero de la familia Chrysomelidae. Fue descrita científicamente en 1879 por Chapius.